# Dia do Fico

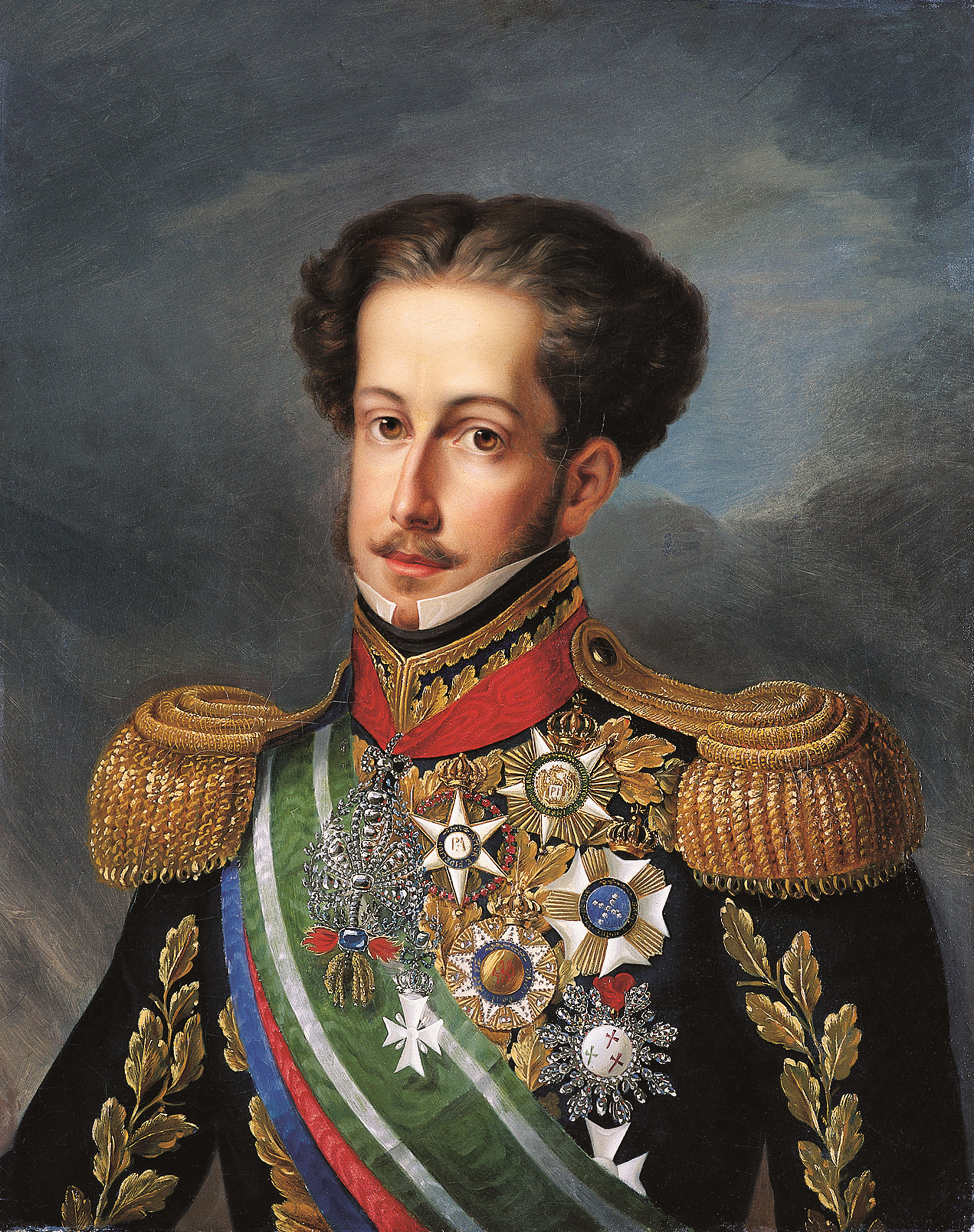
Pedro I

El término Dia do Fico  hace referencia, dentro de la historia del Brasil, al 9 de enero de 1822. En ese día, el entonces príncipe regente Pedro declaró que no cumpliría las órdenes de las Cortes portuguesas que exigían su regreso a Lisboa, quedándose en el Brasil.
El término proviene del verbo portugués "Ficar" que, en su conjugación de primera persona del singular es "fico" y significa "me quedo", que fue la esencia del mensaje pronunciado ese día por Pedro I. 

## Antecedentes
Con la llegada de la familia real a Brasil en 1808 huyendo de una posible invasión francesa, el país dejó de ser una colonia y pasó a ser el centro del imperio portugués, siendo que el hasta entonces Estado del Brasil se vio elevado a la condición de un reino constituyente del Reino Unido de Portugal, Brasil y Algarbes en 1815. En 1821 explotó la Revolución de Oporto y las élites políticas metropolitanas portuguesas instalaron las Cortes Generales y Extraordinarias de la Nación Portuguesa para elaborar una Constitución y el rey Juan VI regresó a Portugal dejando a su hijo, Pedro de Alcântara, en condición de príncipe regente.
Durante 1821, cuando las discusiones en el ámbito de las Cortes iban en dirección de regresar al Brasil a la categoría de colonia, los liberales radicales se unieron al Partido Brasileiro, buscando evitar ese retroceso.

## Exigencias de las Cortes

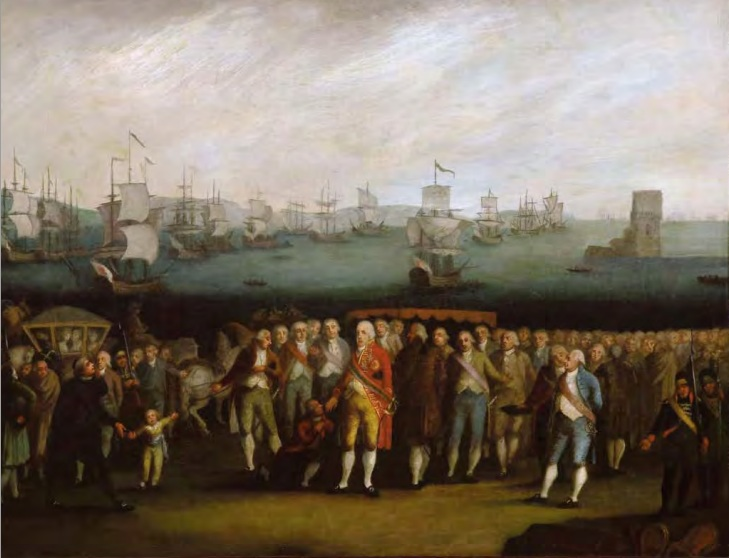
Embarque de la família real portuguesa en el muelle de Belém, el 29 de noviembre de 1807.

Las Cortes expidieron órdenes al príncipe regente con la exigencia de su retorno inmediato a Portugal, nombrando una junta gubernativa para Brasil.
Los liberales radicales, en respuesta, organizaron un movimiento para reunir firmas a favor de la permanencia del príncipe. Así, presionaron a Pedro para que se quede, juntando 8 mil firmas. Fue entonces cuando, contradiciendo a las órdenes emitidas por las Cortes, declaró públicamente

Se é para o bem de todos e felicidade geral da Nação, estou pronto! Digam ao povo que fico.
Si es para el bien de todos y la felicidad general de la Nación, ¡estoy listo! Díganle al pueblo que me quedo.

## Consecuencias
A partir de este episodio, Pedro entró en enfrentamiento directo con los intereses portugueses para romper el vínculo que existía entre Portugal y Brasil dentro del Reino Unido.
Desde ese día en adelante, se sucedieron los conflictos militares entre los partidarios de este "acto político" y aquellos que se posicionaron en favor de la corona portuguesa. Frente a un escenario de conflicto, este episodio culminó - meses después - con la declaración de independencia de Brasil proclamada el 7 de septiembre de ese mismo año.